# Edita Gruberová
Edita Gruberová (Récse vagy Pozsony, 1946. december 23. –‎ Zürich, 2021. október 18.) német–magyar származású osztrák opera-énekesnő (koloratúrszoprán). 
Híres volt hangjának tisztaságáról és mozgékonyságáról, drámai erejéről. Képes volt a magas hangokat hosszan és erőteljesen kitartani, Ez már fiatalon alkalmassá tette az Éj királynője szerepére. Mozart operái mellett főként a bel canto-triász műveit énekelte. A „Koloratúra királynője” és a „Szlovák fülemüle” nevekkel tisztelte meg közönsége.

## Családja
Édesapja, Gustav Gruber révén német, míg édesanyja, Etelka révén magyar származású volt. Édesanyjával magyarul beszélt, ám annak halála után fokozatosan elfelejtette anyanyelvét. 1970 és 1983 között Štefan Klimo muzikológussal élt házasságban, két lányuk született, Barbara és Klaudia. Három unokája volt. 1983 és 2005 között Friedrich Haider osztrák karmesterrel élt együtt.

## Tanulmányai
Zenei tanulmányait a Pozsonyi Konzervatóriumban Mária Medvecká (Medve Mária) növendékeként kezdte, majd a Pozsonyi Színművészeti Főiskolán folytatta, miközben a Lúčnica népi együttes énekeseként többször fellépett a Szlovák Nemzeti Színházban.

## Pályája
1968-ban Pozsonyban debütált Rosina szerepében, Rossini A sevillai borbélyában. Egy toulouse-i énekverseny megnyerése után szólista lett a JG Tajovský Színház operaegyüttesében, Besztercebányán. 1968-tól 1970-ig a kommunista Csehszlovákiában a szovjet megszállás után a nyugati határok zárva voltak. Medve(cká) azonban titokban meghallgatást szervezett számára 1969 nyarán a Bécsi Állami Operaházban, amely azonnal fel is vette. A következő évben első nagy áttorése az Éj királynőjének szerepe volt. Később úgy döntött, hogy kivándorol Nyugatra. Az ezt követő években a bécsi operaház szólistájaként számos felkérést kapott a világ fontosabb operaházaitól, különösen koloratúrszerepek eléneklésére.
A Glyndebourne-i Fesztiválon 1973-ban, a Metropolitan Operaházban 1977-ben szintén az Éj királynőjével mutatkozott be. Ebben az évben először jelent meg a Salzburgi Ünnepi Játékokon Teobaldo nadrágszerepében a Don Carlosban, Herbert von Karajan vezényletével. 1981-ben Luciano Pavarottival szerepelt Jean-Pierre Ponnelle Rigoletto-filmjének Gildájaként. A Royal Opera House-ban, a Covent Gardenben Júliát énekelte Vincenzo Bellini Rómeó és Júlia című operájában. 1984-ben olyan fontos szerepei voltak, mint a Zerbinetta, Gilda, Violetta, Lucia, Konstanze, Manon és Oscar.

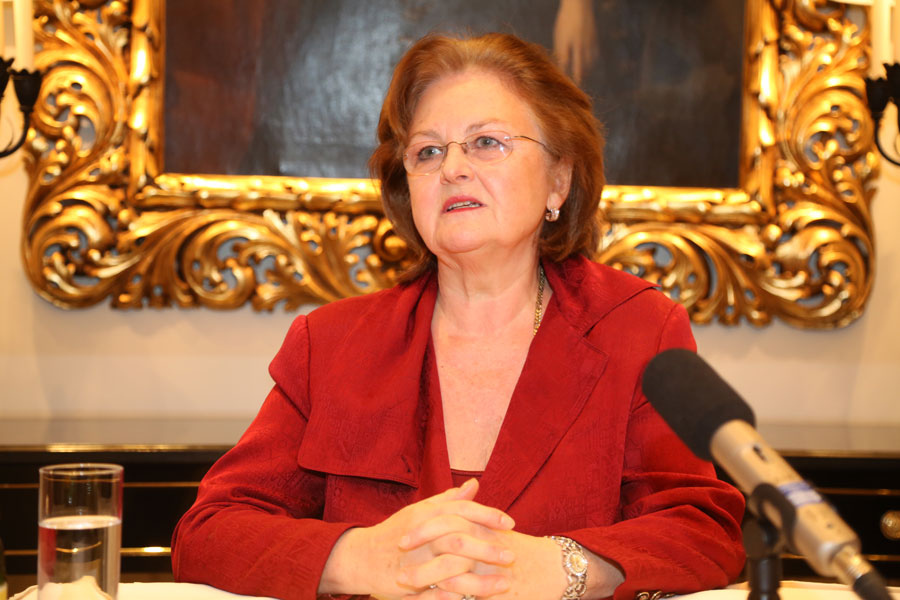
2013-ban Zürichben

Elénekelte Donna Anna szerepét a milánói Scala színpadán. 1987-ben Marie-t alakította Az ezred lányában, majd Semiramist 1992-ben, Zürichben. I. Erzsébet angol királynőt Gaetano Donizetti Devereux Róbertjében, Bécsben, 1990-ben. 2003-ban felvette a Norma címszerepét repertoárjába, amit már énekelt Münchenben, 2008 szeptemberében.

## Ausztria és Bajorország kamaraénekeseként
Számos hangfelvételt készített, leginkább a 2010-es években teljes operákból, kiterjesztve repertoárját Donizetti Tudor királynők trilógiájára és más bel canto operákra. Élete utolsó éveiben kizárólag a Nightingale cég közreműködésével. Több mint egy tucat szerepet alakított filmen és televíziós operákban, amelyek megjelentek DVD-n is, a Norma, a Manon, a Beatrice di Tenda, a Lucrezia Borgia és a Linda di Chamounix főszerepeit is beleértve.

## Diszkográfia
| A felvétel éve    | Opera                                         | Szereplők | Karmester, Operaház és zenekar                                                                                                | Címke                    |
| ----------------- | --------------------------------------------- | --- | --- | ------------------------ |
| 1976 Élő felvétel | Richard Strauss Ariadné Naxos szigetén        | Edita Gruberová, Gundula Janowitz, Agnes Baltsa, James King, Walter Berry                                                                            | Karl Böhm a Bécsi Állami Operaház Zenekara, Bécsi Állami Operaház                                                             | Arany Orfeusz-díj        |
| 1979              | Giuseppe Verdi Don Carlos (négy felvonásban)  | José Carreras Mirella Freni Agnes Baltsa Nikolaj Gjaurov Piero Cappuccilli Ruggero Raimondi José van Dam Edita Gruberová (Tebaldo)                   | Herbert von Karajan a Berlini Német Opera kórusa, Berlini Filharmonikus Zenekar                                               | EMI Classics             |
| 1979/80           | Giuseppe Verdi Az álarcosbál                  | Plácido Domingo Renato Bruson Katia Ricciarelli Elena Obraztsova Edita Gruberova                                                                     | Claudio Abbado a Teatro alla Scala kórusa és zenekara                                                                         | Deutsche Grammophon      |
| 1981              | Wolfgang Amadeus Mozart A varázsfuvola        | Wolfgang Brendel Roland Bracht Edita Gruberová, Lucia Popp, Brigitte Linder, Heinz Zedniket, Siegfried Jerusalem                                     | Bernard Haitink a Bayerischen Rundfunk Szimfonikusok a Bajor Rádió kórusa                                                     | EMI Digital              |
| 1983              | Gaetano Donizetti Lammermoori Lucia           | Alfredo Kraus Kathleen Kuhlmann Robert Lloyd (basszus) , Renato Bruson Bruno Lazzaretti Edita Gruberova                                              | Nicola Rescigno Royal Philharmonic Orchestra, Ambrosian Singers                                                               | EMI Classics             |
| 1984 Élő felvétel | Vincenzo Bellini Rómeó és Júlia               | Edita Gruberová, Agnes Baltsa, Gwynne Howell, Dano Raffanti, John Tomlinson                                                                          | Riccardo Muti a Royal Opera House Covent Garden kórusa és zenekara Több felvett előadás 1984. május                           | EMI Classics             |
| 1984              | Giuseppe Verdi Rigoletto                      | Edita Gruberová, Renato Bruson, Neil Shicoff, Brigitte Fassbaender, Robert Lloyd                                                                     | Giuseppe Sinopoli a Római Santa Cecilia ének- és zenekara                                                                     | Philips Classics Records |
| 1985              | Wolfgang Amadeus Mozart Szöktetés a szerájból | Edita Gruberová, Kathleen Battle, Gösta Winbergh, Heinz Zedniket, Martti Talvela                                                                     | Georg Solti a Bécsi Állami Operaház Énekkara, Bécsi Filharmonikusok                                                           | Decca Records            |
| 1988              | Wolfgang Amadeus Mozart A varázsfuvola        | Edita Gruberová, Barbara Bonney Marjana, Lipovsek Peter Keller, Thomas Moser, Thomas Hampson, Matti Salminen, Hans-Peter Blochwitz, Anton Scharinger | Nikolaus Harnoncourt a Zürichi Operaház kórusra és zenekara                                                                   | Teldec                   |
| 1989              | Wolfgang Amadeus Mozart Lucio Silla           | Edita Gruberová, Cecilia Bartoli, Peter Schreiber, Dawn Upshaw, Yvonne Kenny                                                                         | Nikolaus Harnoncourt Arnold Schoenberg Kórus Concentus Musicus Wien                                                           | Teldec                   |
| 1989              | Jacques Offenbach Hoffmann meséi              | Edita Gruberová, Plácido Domingo, Claudia Eder, Gabriel Bacquier, James Morris, Justino Díaz                                                         | Seiji Ozawa Kórusa Radio France, az Orchestre National de France                                                              | Deutsche Grammophon      |
| 1991              | Gaetano Donizetti Lammermoori Lucia           | Edita Gruberová, Neil Shicoff, Alexandru Agache, Alistair Miles Bernard, Lombardo Francesco Piccoli                                                  | Richard Bonynge Ambrosian Singers, London Symphony Orchestra Felvétel: Szent Ágoston-templom, London 1991 szeptembere         | Teldec                   |
| 1992 Élő felvétel | Vincenzo Bellini Beatrice di Tenda            | Edita Gruberová Vasselina Kasarova Igor Morosow Don Bernardini                                                                                       | Pinchas Steinberg Wiener Konzerthaus Bécs, Jeunesse Kórus, Orf Szimfonikus Zenekar                                            | Nightingale Classics     |
| 1993              | Gaetano Donizetti Linda di Chamounix          | Edita Gruberová Dan Bernardini Ettore Kim Monica Groop Stefano Palatchi Anders Melander                                                              | Friedrich Haider a Svéd Rádió Szimfonikus Zenekara és Énekkara, Mikaeli Kamara                                                | Nightingale Classics     |
| 1994 Élő felvétel | Gaetano Donizetti Devereux Róbert             | Edita Gruberová, Delores Ziegler, Don Bernardini, Ettore Kim                                                                                         | Friedrich Haider az Opéra du Rhin kórusa, Strasbourgi Filharmonikusok                                                         | Nightingale Classics     |
| 1994 Élő felvétel | Gaetano Donizetti Boleyn Anna                 | Edita Gruberová, Delores Ziegler, Stefano Palatchi, José Bros, Igor Morosow, Helene Schneiderman                                                     | Elio Boncompagni a Magyar Rádió és Televízió kórusa és zenekara Felvétel: Wiener Konzerthaus, 1994-11-28 & 12-01              | Nightingale Classics     |
| 1995              | Gaetano Donizetti Az ezred lánya              | Edita Gruberová, Deon van der Walt, Rosa Laghezza, Philippe Fourcade, François Castel                                                                | Marcello Panni a Bayerischen Rundfunk kórusa, Müncheni Rádiózenekar Felvétel a Herkulessaal müncheni helyszínén 1995 márciusa | Nightingale Classics     |
| 1997 Élő felvétel | Gioachino Rossini A sevillai borbély          | Edita Gruberova Juan Diego Flórez Rosa Laghezza Vladmir Chernov Enric Serra Francesco Ellero d'Artegna                                               | Ralf Weikert a Bajor Rádió kórusa, Müncheni Rádiózenekar                                                                      | Nightingale Classics     |
| 2004 Élő felvétel | Vincenzo Bellini Norma                        | Edita Gruberová Ļipatová, Garanča Aquiles, Machado Alastair Miles, Judith Howarth                                                                    | Friedrich Haider Vocalensemble Rastatt Állami Filharmónia Rheinland-Pfalz                                                     | Nightingale Classics     |
| 2010 Élő felvétel | Gaetano Donizetti Lucrezia Borgia             | Edita Gruberová José Bros Silvia Tro Santafe Franco Vassallo                                                                                         | Andriy Yurkevych a Kölni Opera kórusa, Filharmónia Köln                                                                       | Nightingale Classics     |

## Fordítás
- Ez a szócikk részben vagy egészben  az   Edita Gruberová című angol Wikipédia-szócikk ezen változatának fordításán alapul.  Az eredeti cikk szerkesztőit annak laptörténete sorolja fel. Ez a jelzés csupán a megfogalmazás eredetét és a szerzői jogokat jelzi, nem szolgál a cikkben szereplő információk forrásmegjelöléseként.